# Scorpione (astrologia)

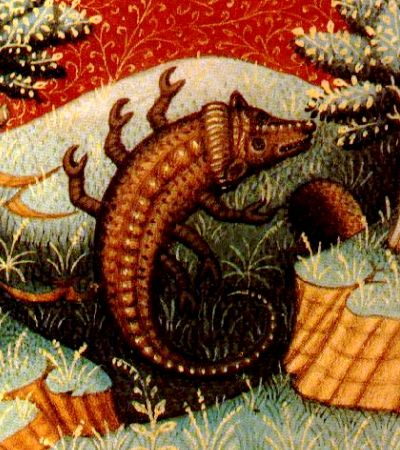
Scorpione rappresentato in un libro di astrologia del XV secolo

Lo Scorpione (♏︎) è l'ottavo dei 12 segni zodiacali dell'astrologia occidentale, situato tra Bilancia e Sagittario.

## Caratteristiche

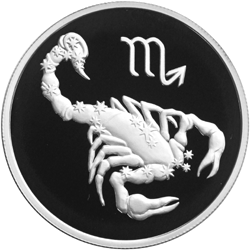
Moneta raffigurante lo Scorpione

Lo Scorpione è un segno fisso d'acqua, l'acqua dello Scorpione è l'acqua sotterranea e paludosa che scorre sotto la superficie terrestre. Il segno è governato da Plutone e Marte. In questo segno Urano si trova in esaltazione, Venere in esilio, la Luna in caduta. Il segno opposto è il Toro. I segni che si trovano in quadratura sono Leone e Aquario, i segni in trigono sono Pesci e Cancro. Anatomicamente, lo Scorpione corrisponde agli organi sessuali: ovaie, testicoli e ano. L'astrologa Lisa Morpurgo indicava come corrispondenza anatomica dal grado 1 al grado 10 le ghiandole e secrezione interna, dal grado 10 al grado 20 l'intestino retto e l'ano, mentre la parte corrispondente al terzo decano viene lasciata scoperta in quanto non identificato un corrispettivo. I colori del segno sono il nero e il viola.    
La simbologia stagionale è quella della semina e del riposo dei campi, in questo modo si indica il dualismo morte - vita, il seme che deve affrontare la morte prima di dare frutto e germogliare e lo sviluppo che avviene prima sotto terra con lo sviluppo delle radici per poi bucare la zolla ed esprimersi nello slancio vitalistico all'aria aperta in primavera.
Allo Scorpione sono associate la segretezza, il mistero e anche l'occulto. I nati di questo segno si distinguono per la misteriosità, l'enigmaticità, il fascino e l'emotività nascosta. Nonostante dicano che gli Scorpioni siano passionali, ciò viene represso dal fatti che nascondano molto spesso la loro emotività. Sono inoltre persone molto ricettive e vantano capacità intuitive. Altre qualità riscontrabili sono l'istintività, la tenacia, la passionalità e la gelosia. In certe situazioni possono rivelarsi anche ribelli, aggressivi, vendicativi e permalosi. Il Sole si può trovare nello Scorpione nel periodo che va, all'incirca, dal 23 ottobre al 21 novembre: il periodo esatto varia di anno in anno, e per stabilire la sua posizione nei giorni estremi è necessario consultare le effemeridi.